# 尖莫蟹蛛
尖莫蟹蛛（学名：Monaeses aciculus）为蟹蛛科莫蟹蛛属的动物。分布于日本、尼泊尔、越南、台湾岛以及中国大陆的福建、湖南等地。